# Elvis Presleys diskografi
Elvis Presleys diskografi begynder den 19. juli 1954, med udgivelsen af hans første kommercielle single, og slutter februar 1978. Presleys sidste album, Elvis in Concert, og sidste to singler, "My Way" og "Unchained Melody", bliver medregnet Presleys diskografi, på trods af at være udgivet posthumt, da han selv var indblandet i planlægningen af disse.

## RIAA certificering og salg
Recording Industry Association of America (RIAA) begyndte ikke at føre regnskab med Elvis Presleys salg før i 1958, og han modtog først sit første guld-album i 1960. I august 1992 satte han verdensrekord ved at modtage 110 guld, platin og multi-platin album og singler. Ifølge de seneste tal fra RIAA, har Elvis samlet modtaget 90 guld, 50 platin og 25 multi-platin album fra netop RIAA.
Fra samme kilde fremgår det, at Elvis har solgt over 133.5 millioner album alene i USA, hvor han er den bedst-sælgende solo-artist nogensinde og samlet set kun overgået af The Beatles. Ifølge Elvis' pladeselskab RCA overstiger salget på verdensplan een millard album (heraf 600 millioner alene i USA).

## Album

### Studiealbums
| År                                                                                            | Album                                                          | Bedste placeringer | Bedste placeringer | Bedste placeringer | Bedste placeringer | Certificeringer              |
| År                                                                                            | Album                                                          | US Count.          | US                 | CAN                | UK                 | Certificeringer              |
| --------------------------------------------------------------------------------------------- | -------------------------------------------------------------- | ------------------ | ------------------ | ------------------ | ------------------ | ---------------------------- |
| 1956                                                                                          | Elvis Presley                                                  | —                  | 1                  | —                  | 1                  | US: Guld                     |
| 1956                                                                                          | Elvis                                                          | —                  | 1                  | —                  | 3                  | US: Guld                     |
| 1957                                                                                          | Elvis' Christmas Album                                         | —                  | 1                  | —                  | 2                  | US: 3× Platin CAN: Platin    |
| 1960                                                                                          | Elvis Is Back!                                                 | —                  | 2                  | —                  | 1                  | US: Guld                     |
| 1960                                                                                          | His Hand in Mine                                               | 7                  | 13                 | —                  | 3                  | US: Platin                   |
| 1961                                                                                          | Something for Everybody                                        | —                  | 1                  | —                  | 2                  | US: Guld                     |
| 1962                                                                                          | Pot Luck                                                       | —                  | 4                  | —                  | 1                  |                              |
| 1967                                                                                          | How Great Thou Art                                             | 7                  | 18                 | —                  | 11                 | US: 3× Platin                |
| 1969                                                                                          | From Elvis in Memphis                                          | 2                  | 13                 | 10                 | 1                  | US: Guld                     |
| 1969                                                                                          | From Memphis to Vegas/From Vegas to Memphis – Back in Memphis1 | 5                  | 12                 | 5                  | 3                  | US: Guld                     |
| 1971                                                                                          | Elvis Country (I'm 10,000 Years Old)                           | 6                  | 12                 | 15                 | 6                  | US: Guld                     |
| 1971                                                                                          | Love Letters from Elvis                                        | 12                 | 33                 | 17                 | 7                  |                              |
| 1971                                                                                          | Elvis Sings The Wonderful World of Christmas                   | 13                 | —                  | —                  | —                  | US: 3× Platin                |
| 1972                                                                                          | Elvis Now                                                      | 45                 | 43                 | 29                 | 12                 | US: Guld                     |
| 1972                                                                                          | He Touched Me                                                  | 32                 | 79                 | —                  | 38                 | US: Platin                   |
| 1973                                                                                          | Elvis ("Fool" album)                                           | 8                  | 52                 | 76                 | 16                 | US: 5× Platin                |
| 1973                                                                                          | Raised on Rock/For Ol' Times Sake                              | —                  | 50                 | 48                 | —                  |                              |
| 1974                                                                                          | Good Times                                                     | 5                  | 90                 | —                  | 42                 |                              |
| 1975                                                                                          | Promised Land                                                  | 1                  | 47                 | 84                 | 21                 |                              |
| 1975                                                                                          | Today                                                          | 4                  | 57                 | —                  | 48                 |                              |
| 1976                                                                                          | From Elvis Presley Boulevard, Memphis, Tennessee               | 1                  | 41                 | 50                 | 29                 | US: Guld                     |
| 1977                                                                                          | Moody Blue                                                     | 1                  | 3                  | 2                  | 3                  | US: 2× Platin CAN: 2× Platin |
| "—" viser udgivelser der ikke placerede sig, eller ikke kunne bekræftes at have placeret sig. |                                                                |                    |                    |                    |                    |                              |

↑Note: Memphis/Vegas er en dobbelt-LP, hvor det ene album er studieindspilninger og det andet album er koncertoptagelser.

### Soundtracks
| År                                                                                            | Album                           | Bedste placeringer | Bedste placeringer | Bedste placeringer | Bedste placeringer | Certificeringer         |
| År                                                                                            | Album                           | US Count.          | US                 | CAN                | UK                 | Certificeringer         |
| --------------------------------------------------------------------------------------------- | ------------------------------- | ------------------ | ------------------ | ------------------ | ------------------ | ----------------------- |
| 1957                                                                                          | Loving You                      | —                  | 1                  | —                  | —                  | US: Guld                |
| 1958                                                                                          | King Creole                     | —                  | 2                  | —                  | 4                  | US: Guld                |
| 1960                                                                                          | G.I. Blues                      | —                  | 1                  | —                  | 1                  | US: Platin              |
| 1961                                                                                          | Blue Hawaii                     | —                  | 1                  | —                  | 1                  | US: 3× Platin CAN: Guld |
| 1962                                                                                          | Girls! Girls! Girls!            | —                  | 3                  | —                  | 2                  | US: Guld                |
| 1963                                                                                          | It Happened At The World's Fair | —                  | 4                  | —                  | 4                  |                         |
| 1963                                                                                          | Fun In Acapulco                 | —                  | 3                  | —                  | 9                  |                         |
| 1964                                                                                          | Kissin' Cousins                 | —                  | 6                  | —                  | 5                  |                         |
| 1964                                                                                          | Roustabout                      | —                  | 1                  | —                  | 12                 | US: Guld                |
| 1965                                                                                          | Girl Happy                      | —                  | 8                  | —                  | 8                  | US: Guld                |
| 1965                                                                                          | Harum Scarum                    | —                  | 8                  | —                  | 11                 |                         |
| 1966                                                                                          | Frankie and Johnny              | —                  | 20                 | —                  | 11                 |                         |
| 1966                                                                                          | Paradise, Hawaiian Style        | —                  | 15                 | —                  | 7                  |                         |
| 1966                                                                                          | Spinout                         | —                  | 18                 | —                  | 17                 |                         |
| 1967                                                                                          | Double Trouble                  | —                  | 47                 | —                  | 34                 |                         |
| 1967                                                                                          | Clambake                        | —                  | 40                 | —                  | 39                 |                         |
| 1968                                                                                          | Speedway                        | —                  | 82                 | —                  | —                  |                         |
| 1968                                                                                          | Elvis                           | —                  | 8                  | 4                  | 2                  | US: Platin              |
| 1970                                                                                          | Elvis - That's The Way It Is    | 8                  | 21                 | 22                 | 12                 | US: Guld                |
| 2010                                                                                          | Viva Elvis                      | —                  | 48                 | —                  | 19                 |                         |
| "—" viser udgivelser der ikke placerede sig, eller ikke kunne bekræftes at have placeret sig. |                                 |                    |                    |                    |                    |                         |

### Live Album
| År                                                                                            | Album | Bedste placeringer | Bedste placeringer | Bedste placeringer | Bedste placeringer | Certificeringer              |
| År                                                                                            | Album | US Count.          | US                 | CAN                | UK                 | Certificeringer              |
| --------------------------------------------------------------------------------------------- | --- | ------------------ | ------------------ | ------------------ | ------------------ | ---------------------------- |
| 1969                                                                                          | From Memphis to Vegas/From Vegas to Memphis - Elvis In Person at the International Hotel Las Vegas Nevada2 | 5                  | 12                 | 5                  | 3                  | US: Guld                     |
| 1970                                                                                          | On Stage: February 1970                                                                                    | 13                 | 13                 | 6                  | 2                  | US: Platin                   |
| 1972                                                                                          | Elvis: As Recorded At Madison Square Garden                                                                | 22                 | 11                 | 9                  | 3                  | US: 3× Platin                |
| 1973                                                                                          | Aloha From Hawaii: Via Satellite                                                                           | 1                  | 1                  | 1                  | 1                  | US: 5× Platin CAN: 2× Platin |
| 1974                                                                                          | Elvis: As Recorded Live On Stage In Memphis                                                                | 2                  | 33                 | 27                 | 44                 | US: Guld                     |
| 1977                                                                                          | Elvis in Concert                                                                                           | 1                  | 5                  | 4                  | 13                 | US: 3× Platin CAN: 2× Platin |
| "—" viser udgivelser der ikke placerede sig, eller ikke kunne bekræftes at have placeret sig. | |                    |                    |                    |                    |                              |

↑Note: Memphis/Vegas er en dobbelt-LP, hvoraf den ene er liveindspilninger og den anden er studieoptagelser.

### Spoken Word
| År                                                                                            | Album                          | Bedste placeringer | Bedste placeringer | Bedste placeringer | Bedste placeringer | Certificeringer |
| År                                                                                            | Album                          | US Count.          | US                 | CAN                | UK                 | Certificeringer |
| --------------------------------------------------------------------------------------------- | ------------------------------ | ------------------ | ------------------ | ------------------ | ------------------ | --------------- |
| 1974                                                                                          | Having Fun With Elvis On Stage | 9                  | 130                | —                  | —                  |                 |
| "—" viser udgivelser der ikke placerede sig, eller ikke kunne bekræftes at have placeret sig. |                                |                    |                    |                    |                    |                 |

### Opsamlingsalbum
| År                                                                                            | Album                                                              | Bedste placeringer | Bedste placeringer | Bedste placeringer | Bedste placeringer | Certificeringer           |
| År                                                                                            | Album                                                              | US Count.          | US                 | CAN                | UK                 | Certificeringer           |
| --------------------------------------------------------------------------------------------- | ------------------------------------------------------------------ | ------------------ | ------------------ | ------------------ | ------------------ | ------------------------- |
| 1958                                                                                          | Elvis' Golden Records                                              | —                  | 3                  | —                  | 3                  | US: 6× Platin CAN: Platin |
| 1959                                                                                          | For LP Fans Only                                                   | —                  | 19                 | —                  | —                  |                           |
| 1959                                                                                          | A Date with Elvis                                                  | —                  | 32                 | —                  | 4                  |                           |
| 1959                                                                                          | Elvis' Gold Records Volume 2: 50,000,000 Elvis Fans Can't Be Wrong | —                  | 31                 | —                  | 4                  | US: Platin                |
| 1963                                                                                          | Elvis' Golden Records Volume 3                                     | —                  | 3                  | 79                 | 6                  | US: Platin                |
| 1965                                                                                          | Elvis for Everyone                                                 | —                  | 10                 | —                  | 8                  |                           |
| 1968                                                                                          | Elvis' Gold Records Volume 4                                       | —                  | 33                 | —                  | —                  | US: Guld                  |
| 1974                                                                                          | Elvis: A Legendary Performer Volume 1                              | 1                  | 43                 | 48                 | 20                 | US: 2× Platin             |
| 1974                                                                                          | Elvis' 40 Greatest Hits                                            | —                  | —                  | —                  | 1                  |                           |
| 1976                                                                                          | Elvis: A Legendary Performer Volume 2                              | 9                  | 46                 | 35                 | —                  | US: 2× Platin             |
| 1976                                                                                          | The Sun Sessions                                                   | 2                  | 76                 | —                  | 16                 |                           |
| 1976                                                                                          | Blue Christmas                                                     | —                  | —                  | 93                 | —                  | US: Platin CAN: 3× Platin |
| 1977                                                                                          | Welcome to My World                                                | 4                  | 44                 | 26                 | 7                  | US: Platin                |
| "—" viser udgivelser der ikke placerede sig, eller ikke kunne bekræftes at have placeret sig. |                                                                    |                    |                    |                    |                    |                           |

### Budget issues
| År                                                                                            | Album                                                    | Bedste placeringer | Bedste placeringer | Bedste placeringer | Bedste placeringer | Certificeringer         |
| År                                                                                            | Album                                                    | US Count.          | US                 | CAN                | UK                 | Certificeringer         |
| --------------------------------------------------------------------------------------------- | -------------------------------------------------------- | ------------------ | ------------------ | ------------------ | ------------------ | ----------------------- |
| 1969                                                                                          | Elvis Sings Flaming Star                                 | —                  | 96                 | —                  | 2                  | US: Platin              |
| 1970                                                                                          | Let's Be Friends                                         | —                  | 105                | —                  | —                  | US: Platin              |
| 1970                                                                                          | Worldwide 50 Gold Award Hits Vol. 1                      | 25                 | 45                 | 33                 | —                  | US: 2× Platin           |
| 1970                                                                                          | Almost in Love                                           | —                  | 65                 | 46                 | 38                 | US: Platin              |
| 1970                                                                                          | Elvis' Christmas Album                                   | —                  | —                  | —                  | —                  | US: 10× Platin          |
| 1971                                                                                          | You'll Never Walk Alone                                  | —                  | 69                 | 47                 | 20                 | US: 3× Platin           |
| 1971                                                                                          | C'mon Everybody                                          | —                  | 70                 | 70                 | 5                  | US: Guld                |
| 1971                                                                                          | The Other Sides - Elvis Worldwide Gold Award Hits Vol. 2 | —                  | 120                | —                  | —                  | US: Guld                |
| 1971                                                                                          | I Got Lucky                                              | —                  | 104                | —                  | 26                 | US: Platin              |
| 1972                                                                                          | Elvis Sings Hits from His Movies, Volume 1               | —                  | 87                 | —                  | —                  | US: Platin              |
| 1972                                                                                          | Burning Love and Hits From His Movies, Volume 2          | 10                 | 22                 | —                  | —                  | US: 2× Platin           |
| 1973                                                                                          | Separate Ways                                            | 12                 | 46                 | —                  | —                  | US: Platin              |
| 1975                                                                                          | Pure Gold                                                | 5                  | —                  | —                  | —                  | US: 2× Platin CAN: Guld |
| 1975                                                                                          | Double Dynamite                                          | —                  | —                  | —                  | —                  | US: Platin              |
| 1976                                                                                          | Frankie & Johnny                                         | —                  | —                  | —                  | —                  | US: Platin              |
| "—" viser udgivelser der ikke placerede sig, eller ikke kunne bekræftes at have placeret sig. |                                                          |                    |                    |                    |                    |                         |

### Extended plays
| År                                                                                            | Album                       | Bedste placeringer | Bedste placeringer | Bedste placeringer | Certificeringer |
| År                                                                                            | Album                       | US EP              | US Hot             | US 200             | RIAA            |
| --------------------------------------------------------------------------------------------- | --------------------------- | ------------------ | ------------------ | ------------------ | --------------- |
| 1956                                                                                          | Elvis Presley               | —                  | 24                 | —                  | Guld            |
| 1956                                                                                          | Elvis Presley               | —                  | —                  | —                  | —               |
| 1956                                                                                          | Heartbreak Hotel            | 5                  | 76                 | —                  | Guld            |
| 1956                                                                                          | Elvis Presley               | 6                  | 55                 | —                  | Guld            |
| 1956                                                                                          | The Real Elvis              | —                  | —                  | —                  | Platin          |
| 1956                                                                                          | Anyway You Want Me          | —                  | 74                 | —                  | —               |
| 1956                                                                                          | Elvis Vol. 1                | 4                  | —                  | —                  | 2× Platin       |
| 1956                                                                                          | Love Me Tender              | 10                 | 35                 | 22                 | Platin          |
| 1956                                                                                          | Elvis Vol. 2                | —                  | 47                 | —                  | Guld            |
| 1957                                                                                          | Strictly Elvis              | —                  | —                  | —                  | —               |
| 1957                                                                                          | Peace in the Valley         | 3                  | 39                 | 3                  | Platin          |
| 1957                                                                                          | Loving You, Vol. I          | 1                  | —                  | —                  | Guld            |
| 1957                                                                                          | Loving You, Vol. II         | 4                  | —                  | 18                 | Platin          |
| 1957                                                                                          | Just for You                | 2                  | —                  | —                  | Platin          |
| 1957                                                                                          | Elvis Sings Christmas Songs | 2                  | —                  | —                  | Platin          |
| 1957                                                                                          | Jailhouse Rock              | 1                  | —                  | —                  | 2× Platin       |
| 1958                                                                                          | King Creole Vol. 1          | 1                  | —                  | —                  | Platin          |
| 1958                                                                                          | King Creole Vol. 2          | 1                  | —                  | —                  | Platin          |
| 1958                                                                                          | Christmas with Elvis        | —                  | —                  | —                  | —               |
| 1958                                                                                          | Elvis Sails                 | 2                  | —                  | —                  | —               |
| 1959                                                                                          | A Touch of Gold Vol. 1      | —                  | —                  | —                  | —               |
| 1959                                                                                          | A Touch of Gold Vol. 2      | —                  | —                  | —                  | —               |
| 1960                                                                                          | A Touch of Gold Vol. 3      | —                  | —                  | —                  | —               |
| 1961                                                                                          | Elvis By Request            | —                  | 14                 | —                  | —               |
| 1962                                                                                          | Follow That Dream           | 5                  | 15                 | —                  | Platin          |
| 1962                                                                                          | Kid Galahad                 | —                  | 15                 | —                  | —               |
| 1964                                                                                          | Viva Las Vegas              | —                  | 92                 | —                  | —               |
| 1965                                                                                          | Tickle Me                   | —                  | 70                 | —                  | —               |
| 1967                                                                                          | Easy Come, Easy Go          | —                  | —                  | —                  | —               |
| "—" viser udgivelser der ikke placerede sig, eller ikke kunne bekræftes at have placeret sig. |                             |                    |                    |                    |                 |

### Box sets
| År                                                                                            | Album                                                 | Bedste placeringer | Bedste placeringer | Bedste placeringer | Bedste placeringer | Certificeringer           |
| År                                                                                            | Album                                                 | US Count.          | US                 | CAN                | UK                 | Certificeringer           |
| --------------------------------------------------------------------------------------------- | ----------------------------------------------------- | ------------------ | ------------------ | ------------------ | ------------------ | ------------------------- |
| 1980                                                                                          | Elvis Aaron Presley                                   | 8                  | 27                 | 2                  | 21                 | US: Platin                |
| 1984                                                                                          | A Golden Celebration                                  | 55                 | 80                 | —                  | —                  |                           |
| 1992                                                                                          | The King of Rock 'n' Roll: The Complete 50's Masters  | —                  | 159                | —                  | —                  | US: 2× Platin CAN: Platin |
| 1993                                                                                          | From Nashville to Memphis: The Essential 60's Masters | —                  | —                  | —                  | —                  | US: Platin CAN: Guld      |
| 1995                                                                                          | Walk a Mile in My Shoes: The Essential 70's Masters   | —                  | —                  | —                  | —                  | US: Guld                  |
| 1997                                                                                          | Platin: A Life in Music                               | —                  | 80                 | —                  | —                  | US: Guld                  |
| 1999                                                                                          | Artist of the Century                                 | —                  | 163                | —                  | —                  |                           |
| 2000                                                                                          | Peace in the Valley: The Complete Gospel Recordings   | —                  | —                  | —                  | —                  |                           |
| 2000                                                                                          | Legendary                                             | —                  | —                  | —                  | —                  |                           |
| 2001                                                                                          | Live In Las Vegas                                     | —                  | —                  | —                  | —                  |                           |
| 2002                                                                                          | Today Tomorrow and Forever                            | 21                 | 180                | —                  | —                  |                           |
| 2003                                                                                          | Elvis: Close Up                                       | 41                 | —                  | —                  | —                  |                           |
| 2005                                                                                          | Elvis 18 UK Number 1's                                | —                  | —                  | —                  | —                  |                           |
| 2007                                                                                          | Elvis The King                                        | —                  | —                  | —                  | 1                  | AUS: Platin               |
| 2008                                                                                          | The Complete '68 Comeback Special                     | —                  | —                  | —                  | —                  |                           |
| 2009                                                                                          | I Believe: The Gospel Masters                         | 54                 | —                  | —                  | —                  |                           |
| 2009                                                                                          | Elvis 75 - Good Rockin' Tonight                       | —                  | 43                 | —                  | 8                  |                           |
| 2010                                                                                          | The Complete Elvis Presley Masters                    | —                  | —                  | —                  | —                  |                           |
| 2011                                                                                          | Young Man with the Big Beat                           | 72                 | —                  | —                  | —                  |                           |
| "—" viser udgivelser der ikke placerede sig, eller ikke kunne bekræftes at have placeret sig. |                                                       |                    |                    |                    |                    |                           |

### Posthume opsamlingsalbum
| År                                                                                            | Album                                               | Bedste placeringer | Bedste placeringer | Bedste placeringer | Bedste placeringer | Bedste placeringer | Certificeringer              |
| År                                                                                            | Album                                               | US Count.          | US                 | CA Count.          | CAN                | UK                 | Certificeringer              |
| --------------------------------------------------------------------------------------------- | --------------------------------------------------- | ------------------ | ------------------ | ------------------ | ------------------ | ------------------ | ---------------------------- |
| 1978                                                                                          | He Walks Beside Me                                  | 6                  | 113                | —                  | —                  | 37                 | US: Guld                     |
| 1978                                                                                          | Mahalo from Elvis1                                  | —                  | —                  | —                  | —                  | —                  | US: Guld                     |
| 1978                                                                                          | Elvis: A Canadian Tribute                           | 7                  | 86                 | 1                  | 1                  | —                  | CAN:2× Platin                |
| 1978                                                                                          | Elvis Sings For Children and Grownups Too           | 5                  | 130                | 1                  | —                  | —                  | US: Guld                     |
| 1979                                                                                          | Our Memories of Elvis                               | 6                  | 132                | 1                  | —                  | 72                 | US: Guld                     |
| 1979                                                                                          | Our Memories of Elvis Volume 2                      | 12                 | 157                | —                  | —                  | —                  |                              |
| 1979                                                                                          | Elvis: A Legendary Performer Volume 3               | 10                 | 113                | —                  | —                  | 43                 | US: Guld CAN: Guld           |
| 1981                                                                                          | Guitar Man (remix)                                  | 6                  | 49                 | 5                  | —                  | 33                 |                              |
| 1981                                                                                          | This Is Elvis                                       | —                  | 115                | —                  | —                  | 47                 | US: Guld                     |
| 1981                                                                                          | Greatest Hits Volume 1                              | 47                 | 142                | —                  | —                  | —                  |                              |
| 1982                                                                                          | The Elvis Medley                                    | 29                 | 133                | —                  | —                  | —                  |                              |
| 1982                                                                                          | Memories of Christmas                               | 48                 | —                  | —                  | —                  | —                  | US: Guld                     |
| 1983                                                                                          | I Was the One                                       | 35                 | 183                | —                  | —                  | 83                 |                              |
| 1983                                                                                          | Elvis: A Legendary Performer Volume 4               | —                  | 202                | —                  | —                  | 91                 |                              |
| 1984                                                                                          | Elvis: The First Live Recordings                    | —                  | 163                | —                  | —                  | 69                 |                              |
| 1984                                                                                          | Elvis: The Hillbilly Cat                            | —                  | —                  | —                  | —                  | —                  |                              |
| 1984                                                                                          | Elvis' Gold Records Volume 5                        | —                  | 207                | —                  | —                  | —                  | US: Guld                     |
| 1985                                                                                          | A Valentine Gift for You                            | —                  | —                  | —                  | —                  | —                  |                              |
| 1985                                                                                          | Reconsider Baby                                     | —                  | 208                | —                  | —                  | 92                 |                              |
| 1987                                                                                          | The Number One Hits                                 | —                  | 143                | —                  | —                  | —                  | US: 3× Platin CAN: Guld      |
| 1987                                                                                          | The Top Ten Hits                                    | —                  | 117                | —                  | —                  | —                  | US: 4× Platin                |
| 1987                                                                                          | The Complete Sun Sessions                           | —                  | —                  | —                  | —                  | —                  | US: Guld                     |
| 1987                                                                                          | Love Me Tender                                      | —                  | —                  | —                  | —                  | —                  | US: Guld                     |
| 1988                                                                                          | Essential Elvis                                     | —                  | —                  | —                  | —                  | —                  |                              |
| 1988                                                                                          | Elvis in Nashville                                  | —                  | —                  | —                  | —                  | —                  |                              |
| 1989                                                                                          | Elvis Presley Stereo '57 (Essential Elvis Vol. 2)   | —                  | —                  | —                  | —                  | 60                 |                              |
| 1990                                                                                          | The Great Performances                              | —                  | —                  | —                  | —                  | 62                 |                              |
| 1991                                                                                          | Hits Like Never Before (Essential Elvis Vol. 3)     | —                  | —                  | —                  | —                  | —                  |                              |
| 1991                                                                                          | Elvis Presley Sings Leiber & Stoller                | —                  | —                  | —                  | —                  | —                  |                              |
| 1991                                                                                          | Collector's Gold                                    | —                  | —                  | —                  | —                  | 57                 |                              |
| 1991                                                                                          | The Lost Album                                      | —                  | —                  | —                  | —                  | —                  |                              |
| 1992                                                                                          | Blue Christmas                                      | —                  | —                  | —                  | —                  | —                  | US: Platin                   |
| 1994                                                                                          | If Everyday Was Like Christmas                      | —                  | —                  | —                  | —                  | —                  | US: Platin                   |
| 1994                                                                                          | Amazing Grace: His Greatest Sacred Performances     | —                  | —                  | —                  | —                  | —                  | US: 2× Platin                |
| 1995                                                                                          | Heart and Soul                                      | 61                 | —                  | —                  | —                  | —                  | US: Guld                     |
| 1995                                                                                          | Command Performances: The Essential 60's Masters II | —                  | —                  | —                  | —                  | —                  |                              |
| 1995                                                                                          | The Essential Collection                            | —                  | —                  | —                  | 43                 | —                  | CAN: Guld                    |
| 1996                                                                                          | Elvis 56                                            | —                  | —                  | —                  | —                  | 42                 |                              |
| 1996                                                                                          | Heartbreak Hotel (CD single)                        | —                  | —                  | —                  | —                  | —                  |                              |
| 1996                                                                                          | A Hundred Years from Now (Essential Elvis Vol. 4)   | —                  | —                  | —                  | —                  | —                  |                              |
| 1996                                                                                          | Great Country Songs                                 | 73                 | —                  | —                  | —                  | —                  |                              |
| 1997                                                                                          | An Afternoon in the Garden                          | —                  | 85                 | —                  | —                  | —                  |                              |
| 1997                                                                                          | Greatest Jukebox Hits                               | 75                 | —                  | —                  | —                  | —                  |                              |
| 1998                                                                                          | Love Songs                                          | —                  | —                  | —                  | —                  | —                  |                              |
| 1998                                                                                          | Rhythm and Country (Essential Elvis Vol. 5)         | 57                 | —                  | —                  | —                  | —                  |                              |
| 1998                                                                                          | Tiger Man                                           | —                  | —                  | —                  | —                  | —                  |                              |
| 1998                                                                                          | Memories The '68 Comeback Special                   | —                  | 57                 | —                  | —                  | —                  |                              |
| 1999                                                                                          | Sunrise                                             | —                  | —                  | —                  | —                  | —                  |                              |
| 1999                                                                                          | Suspicious Minds                                    | —                  | —                  | —                  | —                  | —                  |                              |
| 1999                                                                                          | Tomorrow Is a Long Time                             | —                  | —                  | —                  | —                  | —                  |                              |
| 1999                                                                                          | Burning Love                                        | —                  | —                  | —                  | —                  | —                  |                              |
| 1999                                                                                          | It's Christmas Time                                 | —                  | 80                 | —                  | —                  | —                  | US: 3× Platin                |
| 2000                                                                                          | Such a Night (Essential Elvis Vol. 6)               | —                  | —                  | —                  | —                  | —                  |                              |
| 2000                                                                                          | That's the Way It Is (Special Edition)              | —                  | —                  | —                  | —                  | —                  |                              |
| 2000                                                                                          | The Elvis Presley Collection – Country              | 19                 | 159                | —                  | —                  | —                  |                              |
| 2000                                                                                          | White Christmas                                     | —                  | —                  | —                  | —                  | —                  |                              |
| 2001                                                                                          | Country Side of Elvis                               | 51                 | —                  | —                  | —                  | —                  |                              |
| 2002                                                                                          | ELV1S                                               | 1                  | 1                  | —                  | 1                  | 1                  | US: 5× Platin CAN: 5× Platin |
| 2003                                                                                          | 2nd to None                                         | —                  | 3                  | —                  | 3                  | 4                  | US: Platin AUS: Guld         |
| 2003                                                                                          | Christmas Peace                                     | 30                 | 175                | —                  | —                  | 41                 |                              |
| 2004                                                                                          | Ultimate Gospel                                     | 30                 | —                  | —                  | —                  | —                  | US: Guld                     |
| 2004                                                                                          | Elvis at Sun                                        | 37                 | —                  | —                  | —                  | —                  |                              |
| 2005                                                                                          | Love, Elvis                                         | —                  | 120                | —                  | —                  | 8                  |                              |
| 2005                                                                                          | Elvis by the Presleys                               | —                  | 15                 | —                  | —                  | 13                 |                              |
| 2005                                                                                          | Hitstory                                            | 47                 | —                  | —                  | —                  | 31                 | AUS: Guld                    |
| 2006                                                                                          | #1 Singler                                          | 62                 | —                  | —                  | —                  | —                  |                              |
| 2006                                                                                          | The Complete Million Dollar Quartet                 | —                  | —                  | —                  | —                  | —                  |                              |
| 2006                                                                                          | Elvis Christmas                                     | 14                 | 69                 | —                  | —                  | —                  | US: Guld                     |
| 2007                                                                                          | The Essential Elvis Presley                         | —                  | 72                 | —                  | —                  | —                  | US: Guld                     |
| 2007                                                                                          | Viva Las Vegas                                      | —                  | 54                 | —                  | —                  | —                  |                              |
| 2007                                                                                          | Introducing Elvis                                   | —                  | —                  | —                  | 2                  | —                  |                              |
| 2007                                                                                          | Home for the Holidays                               | —                  | 81                 | —                  | —                  | —                  |                              |
| 2007                                                                                          | The Very Best of Love                               | —                  | 181                | —                  | —                  | —                  | US: Guld                     |
| 2008                                                                                          | Playlist: The Very Best of Elvis Presley            | —                  | 188                | —                  | —                  | —                  |                              |
| 2008                                                                                          | Christmas Duets                                     | 3                  | 17                 | —                  | 6                  | —                  | CAN: Platin                  |
| 2008                                                                                          | Collector's Edition: Elvis Inspirational Memories   | 51                 | —                  | —                  | —                  | —                  |                              |
| 2008                                                                                          | Boy from Tupelo                                     | —                  | 92                 | —                  | —                  | —                  |                              |
| 2009                                                                                          | The UK. Sun Sessions                                | —                  | —                  | —                  | —                  | —                  |                              |
| 2009                                                                                          | Elvis: Love Me Tender – The Love Songs              | —                  | —                  | —                  | —                  | —                  |                              |
| 2010                                                                                          | Elvis: Best of Love                                 | —                  | 200                | —                  | —                  | —                  |                              |
| "—" viser udgivelser der ikke placerede sig, eller ikke kunne bekræftes at have placeret sig. |                                                     |                    |                    |                    |                    |                    |                              |

↑Note: Side 2 på Mahalo from Elvis inkluderer optagelser fra film-soundtracks

## Follow That Dream Records
FTD (Follow That Dream), Sony BMG's officielle Elvis Presley Collectors label blev etableret i 1999.
| År   | Album                                   | Album Type                 |
| ---- | --------------------------------------- | -------------------------- |
| 1999 | Burbank '68                             | Rehearsal                  |
| 1999 | Out In Hollywood                        | Studio Out-takes           |
| 2000 | In A Private Moment                     | Home Recordings            |
| 2000 | The Jungle Room Sessions                | Studio Out-takes           |
| 2000 | Long Lonely Highway                     | Studio Out-takes           |
| 2000 | Tucson '76                              | Soundboard Concert         |
| 2000 | Too Much Monkey Business                | Studio Out-takes           |
| 2001 | One Night In Vegas                      | Stereo Concert             |
| 2001 | 6363 Sunset Boulevard                   | Studio Out-takes           |
| 2001 | Easter Special                          | Studio Out-takes           |
| 2001 | Dixieland Rocks                         | Soundboard Concert         |
| 2001 | The Way It Was                          | Book with CD(s)            |
| 2001 | Memphis Sessions                        | Studio Outtakes            |
| 2001 | Silver Screen Stereo                    | Studio Outtakes            |
| 2002 | It's Midnight                           | Soundboard Concert         |
| 2002 | Fame And Fortune                        | Studio Outtakes            |
| 2002 | Spring Tours '77                        | Stereo Concert             |
| 2002 | The Nashville Marathon                  | Studio Outtakes            |
| 2002 | Dinner At Eight                         | Soundboard Concert         |
| 2003 | Elvis At The International              | Stereo Concert             |
| 2003 | New Year's Eve 1976                     | Audience Concert Recording |
| 2003 | Studio B Nashville Outtakes 1961-1964   | Studio Outtakes            |
| 2003 | Girl Happy                              | Movie Soundtrack           |
| 2003 | It Happened At The Worlds Fair          | Movie Soundtrack           |
| 2003 | Fun In Acapulco                         | Movie Soundtrack           |
| 2003 | Dragon Heart                            | Soundboard Concert         |
| 2003 | Takin' Tahoe Tonight                    | Soundboard Concert         |
| 2003 | Frankie And Johnny                      | Movie Soundtrack           |
| 2003 | Viva Las Vegas                          | Movie Soundtrack           |
| 2003 | Harum Scarum                            | Movie Soundtrack           |
| 2004 | So High: Nashville Outtakes 1966-1968   | Studio Outtakes            |
| 2004 | The Impossible Dream                    | Soundboard Concert         |
| 2004 | Elvis Recorded Live On Stage In Memphis | Classic Album              |
| 2004 | Flashback                               | Book with CD(s)            |
| 2004 | Spinout                                 | Movie Soundtrack           |
| 2004 | Polk Salad Annie                        | Stereo Concert             |
| 2004 | Paradise, Hawaiian Style                | Movie Soundtrack           |
| 2004 | Closing Night                           | Soundboard Concert         |
| 2004 | Double Trouble                          | Movie Soundtrack           |
| 2004 | Follow That Dream                       | Movie Soundtrack           |
| 2004 | Kid Galahad                             | Movie Soundtrack           |
| 2005 | On Tour - The Rehearsals                | Studio Outtakes            |
| 2005 | Rocking Across Texas                    | Book with CD(s)            |
| 2005 | Elvis Is Back!                          | Classic Album              |
| 2005 | Big Boss Man                            | Soundboard Concert         |
| 2005 | Elvis Today                             | Classic Album              |
| 2005 | All Shook Up                            | Stereo Concert             |
| 2005 | Tickle Me                               | Movie Soundtrack           |
| 2005 | Summer Festival                         | Soundboard Concert         |
| 2006 | Loving You                              | Movie Soundtrack           |
| 2006 | Southern Nights                         | Soundboard Concert         |
| 2006 | Something For Everybody                 | Classic Album              |
| 2006 | Made In Memphis                         | Studio Outtakes            |
| 2006 | Clambake                                | Movie Soundtrack           |
| 2006 | I Found My Thrill                       | Soundboard Concert         |
| 2006 | Elvis Presley                           | Classic Album              |
| 2006 | Let Yourself Go                         | Studio Outtakes            |
| 2006 | Writing For The King                    | Book with CD(s)            |
| 2006 | His Hand In Mine                        | Classic Album              |
| 2007 | Unchained Melody                        | Soundboard Concert         |
| 2007 | Live In L.A.                            | Book with CD(s)            |
| 2007 | An American Trilogy                     | Stereo Concert             |
| 2007 | 50 Million Elvis Fans Can't Be Wrong    | Classic Album              |
| 2007 | I Sing All Kinds                        | Studio Outtakes            |
| 2007 | Raised On Rock                          | Classic Album              |
| 2007 | Easy Come, Easy Go                      | Movie Soundtrack           |
| 2007 | Pot Luck                                | Classic Album              |
| 2007 | Girls! Girls! Girls!                    | Movie Soundtrack           |
| 2008 | Wild In The Country                     | Movie Soundtrack           |
| 2008 | Elvis: That's The Way It Is             | Classic Album              |
| 2008 | Elvis Sings Memphis, Tennessee          | Classic Album              |
| 2008 | America                                 | Soundboard Concert         |
| 2008 | Love Letters From Elvis                 | Classic Album              |
| 2008 | Nevada Nights                           | Soundboard Concert         |
| 2008 | Elvis Country                           | Classic Album              |
| 2008 | Elvis In Person                         | Classic Album              |
| 2008 | I'll Remember You                       | Soundboard Concert         |
| 2008 | Blue Hawaii                             | Movie Soundtrack           |
| 2009 | Standing Room Only                      | Classic Album              |
| 2009 | Dixieland Delight                       | Soundboard Concert         |
| 2009 | The Wonder Of You                       | Stereo Concert             |
| 2009 | Jailhouse Rock, Volume 1                | Movie Soundtrack           |
| 2009 | From Sunset To Vegas                    | Studio Outtakes            |
| 2009 | New Haven '76                           | Soundboard Concert         |
| 2009 | Good Times                              | Classic Album              |
| 2010 | A Minnesota Moment                      | Soundboard Concert         |
| 2010 | Elvis Now                               | Classic Album              |
| 2010 | High Sierra - May '74                   | Soundboard Concert         |
| 2010 | Showtime! Birmingham '76/Dallas '76     | Soundboard Concert         |
| 2010 | How Great Thou Art                      | Classic Album              |
| 2010 | King Creole - The Music                 | Book with CD(s)            |
| 2010 | Elvis As Recorded At Boston Garden '71  | Soundboard Concert         |
| 2010 | Elvis (aka The "Fool" Album)            | Classic Album              |
| 2010 | Jailhouse Rock, Volume 2                | Movie Soundtrack           |
| 2010 | Chicago Stadium                         | Soundboard Concert         |
| 2011 | Live In Vegas                           | Stereo Concert             |

## Singler

### 1950'erne
| År | Single                                             | Placeringer | Placeringer | Placeringer | RIAA            | Album                  |
| År | Single                                             | US Hot      | US Country  | US R&B      | RIAA            | Album                  |
| --- | -------------------------------------------------- | ----------- | ----------- | ----------- | --------------- | ---------------------- |
| 1954                                                                                                  | "That's All Right"                                 | —           | —           | —           | Guld            | Singler only           |
| 1954                                                                                                  | "Blue Moon of Kentucky"                            | —           | —           | —           | —               | Singler only           |
| 1954                                                                                                  | "Good Rockin' Tonight"                             | —           | —           | —           | Guld            | Singler only           |
| 1954                                                                                                  | "I Don't Care if the Sun Don't Shine"              | 74          | —           | —           | —               | Singler only           |
| 1954                                                                                                  | "Milk Cow Blues Boogie"                            | —           | —           | —           | —               | Singler only           |
| 1954                                                                                                  | "You're a Heartbreaker"                            | —           | —           | —           | —               | Singler only           |
| 1955                                                                                                  | "Baby Let's Play House"                            | —           | 5           | —           | —               | Singler only           |
| 1955                                                                                                  | "I'm Left, You're Right, She's Gone"               | —           | flip        | —           | —               | Singler only           |
| 1955                                                                                                  | "I Forgot to Remember to Forget"                   | —           | 1           | —           | —               | Singler only           |
| 1955                                                                                                  | "Mystery Train"                                    | —           | 10          | —           | —               | Singler only           |
| 1955                                                                                                  | "That's All Right" (re-release)                    | —           | —           | —           | —               | Singler only           |
| 1955                                                                                                  | "Blue Moon of Kentucky" (re-release)               | —           | —           | —           | —               | Singler only           |
| 1955                                                                                                  | "Good Rockin' Tonight" (re-release)                | —           | —           | —           | —               | Singler only           |
| 1955                                                                                                  | "I Don't Care If the Sun Don't Shine" (re-release) | —           | —           | —           | —               | Singler only           |
| 1955                                                                                                  | "Milk Cow Blues Boogie" (re-release)               | —           | —           | —           | —               | Singler only           |
| 1955                                                                                                  | "You're a Heartbreaker" (re-release)               | —           | —           | —           | —               | Singler only           |
| 1956                                                                                                  | "Heartbreak Hotel"                                 | 1           | 1           | 3           | 2× Multi-Platin | Singler only           |
| 1956                                                                                                  | "I Was the One"                                    | 19          | 8           | —           | —               | Singler only           |
| 1956                                                                                                  | "Blue Suede Shoes"                                 | 20          | —           | —           | Guld            | Elvis Presley          |
| 1956                                                                                                  | "I Want You, I Need You, I Love You"               | 3           | 1           | 3           | Platin          | Singler only           |
| 1956                                                                                                  | "My Baby Left Me"                                  | 31          | 13          | —           | —               | Singler only           |
| 1956                                                                                                  | "Don't Be Cruel" *                                 | 1           | 1           | 1           | 4× Multi-Platin | Singler only           |
| 1956                                                                                                  | "Hound Dog" *                                      | 2           | 1           | 1           | 4× Multi-Platin | Singler only           |
| 1956                                                                                                  | "Tutti Frutti"                                     | —           | —           | —           | —               | Elvis Presley          |
| 1956                                                                                                  | "I Got A Woman"                                    | —           | —           | —           | —               | Elvis Presley          |
| 1956                                                                                                  | "I'm Counting on You"                              | —           | —           | —           | —               | Elvis Presley          |
| 1956                                                                                                  | "I'll Never Let You Go"                            | —           | —           | —           | —               | Elvis Presley          |
| 1956                                                                                                  | "I'm Gonna Sit Right Down and Cry (Over You)"      | —           | —           | —           | —               | Elvis Presley          |
| 1956                                                                                                  | "I Love You Because"                               | —           | —           | —           | —               | Elvis Presley          |
| 1956                                                                                                  | "Trying to Get To You"                             | —           | —           | —           | —               | Elvis Presley          |
| 1956                                                                                                  | "Just Because"                                     | —           | —           | —           | —               | Elvis Presley          |
| 1956                                                                                                  | "Blue Moon"                                        | —           | —           | —           | —               | Elvis Presley          |
| 1956                                                                                                  | "Money Honey"                                      | 76          | —           | —           | —               | Elvis Presley          |
| 1956                                                                                                  | "One-Sided Love Affair"                            | —           | —           | —           | —               | Elvis Presley          |
| 1956                                                                                                  | "Shake, Rattle and Roll"                           | —           | —           | —           | —               | Singler only           |
| 1956                                                                                                  | "Lawdy Miss Clawdy"                                | —           | —           | —           | —               | Singler only           |
| 1956                                                                                                  | "Love Me Tender"                                   | 1           | 3           | 3           | 3× Multi-Platin | Singler only           |
| 1956                                                                                                  | "Any Way You Want Me (That's How I Will Be)"       | 27          | flip        | 12          | —               | Singler only           |
| 1956                                                                                                  | "Love Me"                                          | 2           | 10          | 7           | —               | Elvis                  |
| 1956                                                                                                  | "When My Blue Moon Turns to Gold Again"            | 19          | —           | —           | —               | Elvis                  |
| 1956                                                                                                  | "Paralyzed"                                        | 59          | —           | —           | —               | Elvis                  |
| 1956                                                                                                  | "Old Shep"                                         | 47          | —           | —           | —               | Elvis                  |
| 1956                                                                                                  | "Poor Boy"                                         | 24          | —           | —           | —               | Singler only           |
| 1957                                                                                                  | "Too Much"                                         | 2           | 3           | 3           | Platin          | Singler only           |
| 1957                                                                                                  | "Playing for Keeps"                                | 34          | 8           | —           | —               | Singler only           |
| 1957                                                                                                  | "All Shook Up"                                     | 1           | 1           | 1           | 2× Multi-Platin | Singler only           |
| 1957                                                                                                  | "Peace in the Valley"                              | 25          | —           | —           | —               | Elvis' Christmas Album |
| 1957                                                                                                  | "That's When Your Heartaches Begin"                | 58          | —           | —           | —               | single only            |
| 1957                                                                                                  | "Teddy Bear"                                       | 1           | 1           | 1           | 2× Multi-Platin | Loving You             |
| 1957                                                                                                  | "Mean Woman Blues"                                 | —           | 11          | 11          | —               | Loving You             |
| 1957                                                                                                  | "Loving You"                                       | 28          | 15          | —           | —               | Loving You             |
| 1957                                                                                                  | "Jailhouse Rock"                                   | 1           | 1           | 1           | 2× Multi-Platin | Singler only           |
| 1957                                                                                                  | "Treat Me Nice"                                    | 27          | 11          | —           | —               | Singler only           |
| 1957                                                                                                  | "(You're So Square) Baby I Don't Care"             | —           | —           | 14          | —               | Singler only           |
| 1958                                                                                                  | "Don't"                                            | 1           | 2           | 4           | Platin          | Singler only           |
| 1958                                                                                                  | "I Beg of You"                                     | 8           | 4           | —           | —               | Singler only           |
| 1958                                                                                                  | "Wear My Ring Around Your Neck"                    | 3           | 3           | 1           | Platin          | Singler only           |
| 1958                                                                                                  | "Doncha' Think It's Time"                          | 21          | flip        | 10          | —               | Singler only           |
| 1958                                                                                                  | "Hard Headed Woman"                                | 2           | 2           | 2           | Platin          | King Creole            |
| 1958                                                                                                  | "Don't Ask Me Why"                                 | 28          | flip        | 9           | —               | King Creole            |
| 1958                                                                                                  | "One Night"                                        | 4           | 24          | 10          |                 | Singler only           |
| 1958                                                                                                  | "I Got Stung"                                      | 8           | —           | —           | Platin          | Singler only           |
| 1959                                                                                                  | "(Now and Then There's) A Fool Such as I"          | 2           | —           | 16          | Platin          | Singler only           |
| 1959                                                                                                  | "I Need Your Love Tonight"                         | 4           | —           | —           | —               | Singler only           |
| 1959                                                                                                  | "A Big Hunk o' Love"                               | 1           | —           | 10          | Guld            | Singler only           |
| 1959                                                                                                  | "My Wish Came True"                                | 12          | —           | 15          | —               | Singler only           |
| "—" viser udgivelser der ikke placerede sig, eller ikke kunne bekræftes at have placeret sig.         |                                                    |             |             |             |                 |                        |
| Note: * "Don't Be Cruel" og "Hound Dog" er på udgivelser efter 1965 begge anført som singlens A-side. |                                                    |             |             |             |                 |                        |

### 1960'erne
| År                                                                                            | Single                                       | Placeringer | Placeringer | Placeringer | Placeringer | Placeringer | Placeringer | RIAA            | Album                           |
| År                                                                                            | Single                                       | US Hot      | US Country  | US R&B      | US AC       | CA          | CA AC       | RIAA            | Album                           |
| --------------------------------------------------------------------------------------------- | -------------------------------------------- | ----------- | ----------- | ----------- | ----------- | ----------- | ----------- | --------------- | ------------------------------- |
| 1960                                                                                          | "Stuck on You"                               | 1           | 27          | 6           | —           | —           | —           | Platin          | Singler only                    |
| 1960                                                                                          | "Fame and Fortune"                           | 17          | —           | —           | —           | —           | —           | —               | Singler only                    |
| 1960                                                                                          | "It's Now or Never"                          | 1           | —           | —           | —           | —           | —           | Platin          | Singler only                    |
| 1960                                                                                          | "A Mess of Blues"                            | 32          | —           | —           | —           | —           | —           | —               | Singler only                    |
| 1960                                                                                          | "Are You Lonesome Tonight?"                  | 1           | 22          | 3           | —           | —           | —           | 2× Multi-Platin | Singler only                    |
| 1960                                                                                          | "I Gotta Know"                               | 20          | —           | —           | —           | —           | —           | —               | Singler only                    |
| 1961                                                                                          | "Surrender"                                  | 1           | —           | —           | —           | —           | —           | Platin          | Singler only                    |
| 1961                                                                                          | "Lonely Man"                                 | 32          | —           | —           | —           | —           | —           | —               | Singler only                    |
| 1961                                                                                          | "Flaming Star"                               | 14          | —           | —           | —           | —           | —           | —               | Singler only                    |
| 1961                                                                                          | "I Feel So Bad"                              | 5           | —           | —           | —           | —           | —           | Guld            | Singler only                    |
| 1961                                                                                          | "Wild in the Country"                        | 26          | —           | —           | —           | —           | —           | —               | Singler only                    |
| 1961                                                                                          | "(Marie's the Name) His Latest Flame"        | 4           | —           | —           | 2           | —           | —           | Guld            | Singler only                    |
| 1961                                                                                          | "Little Sister"                              | 5           | —           | —           | —           | —           | —           | —               | Singler only                    |
| 1961                                                                                          | "Can't Help Falling In Love"                 | 2           | —           | —           | 1           | —           | —           | Platin          | Blue Hawaii                     |
| 1962                                                                                          | "Rock-A-Hula Baby"                           | 23          | —           | —           | —           | —           | —           | —               | Blue Hawaii                     |
| 1962                                                                                          | "Good Luck Charm"                            | 1           | —           | —           | —           | —           | —           | Platin          | Singler only                    |
| 1962                                                                                          | "Anything That's Part of You"                | 31          | —           | —           | 6           | —           | —           | —               | Singler only                    |
| 1962                                                                                          | "Follow That Dream"                          | 15          | —           | —           | 5           | —           | —           | —               | Singler only                    |
| 1962                                                                                          | "She's Not You"                              | 5           | —           | 13          | 2           | —           | —           | Guld            | Singler only                    |
| 1962                                                                                          | "Just Tell Her Jim Said Hello"               | 55          | —           | —           | 14          | —           | —           | —               | Singler only                    |
| 1962                                                                                          | "King of the Whole Wide World"               | 30          | —           | —           | —           | —           | —           | —               | Singler only                    |
| 1962                                                                                          | "Return to Sender"                           | 2           | —           | 5           | —           | —           | —           | Platin          | Girls! Girls! Girls!            |
| 1962                                                                                          | "Where Do You Come From"                     | 99          | —           | —           | —           | —           | —           | —               | Girls! Girls! Girls!            |
| 1963                                                                                          | "One Broken Heart for Sale"                  | 11          | —           | 21          | —           | —           | —           | Guld            | It Happened At The World's Fair |
| 1963                                                                                          | "They Remind Me Too Much of You"             | 53          | —           | —           | —           | —           | —           | —               | It Happened At The World's Fair |
| 1963                                                                                          | "(You're The) Devil in Disguise"             | 3           | —           | —           | —           | —           | —           | Guld            | Singler only                    |
| 1963                                                                                          | "Please Don't Drag That String Around"       | —           | —           | —           | —           | —           | —           | —               | Singler only                    |
| 1963                                                                                          | "Bossa Nova Baby"                            | 8           | —           | 20          | —           | —           | —           | Guld            | Fun In Acapulco                 |
| 1963                                                                                          | "Witchcraft"                                 | 32          | —           | —           | —           | —           | —           | —               | single only                     |
| 1964                                                                                          | "Kissin' Cousins"                            | 12          | —           | —           | —           | —           | —           | Guld            | Kissin' Cousins                 |
| 1964                                                                                          | "It Hurts Me"                                | 29          | —           | —           | —           | —           | —           | —               | Singler only                    |
| 1964                                                                                          | "Kiss Me Quick"                              | 34          | —           | —           | —           | —           | —           | —               | Singler only                    |
| 1964                                                                                          | "Suspicion"                                  | 103         | —           | —           | —           | —           | —           | —               | Singler only                    |
| 1964                                                                                          | "What'd I Say"                               | 21          | —           | —           | —           | —           | —           | —               | Singler only                    |
| 1964                                                                                          | "Viva Las Vegas"                             | 29          | —           | —           | —           | 29          | —           | Guld            | Singler only                    |
| 1964                                                                                          | "Such a Night"                               | 16          | —           | —           | —           | 14          | —           | —               | Singler only                    |
| 1964                                                                                          | "Never Ending"                               | 111         | —           | —           | —           | —           | —           | —               | Singler only                    |
| 1964                                                                                          | "Ask Me"                                     | 12          | —           | —           | —           | —           | —           | —               | Singler only                    |
| 1964                                                                                          | "Ain't That Loving You Baby"                 | 16          | —           | —           | —           | 1           | —           | Guld            | Singler only                    |
| 1964                                                                                          | "Blue Christmas"                             | 1           | —           | —           | —           | —           | —           | Platin          | Singler only                    |
| 1965                                                                                          | "Do the Clam"                                | 21          | —           | —           | —           | 10          | —           | —               | Girl Happy                      |
| 1965                                                                                          | "You'll Be Gone"                             | 121         | —           | —           | —           | 35          | —           | —               | Girl Happy                      |
| 1965                                                                                          | "Crying in the Chapel"                       | 3           | —           | —           | 1           | 3           | —           | Platin          | Singler only                    |
| 1965                                                                                          | "I Believe in the Man in the Sky"            | —           | —           | —           | —           | —           | —           | —               | Singler only                    |
| 1965                                                                                          | "(Such an) Easy Question"                    | 11          | —           | —           | 1           | 4           | —           | —               | Singler only                    |
| 1965                                                                                          | "It Feels So Right"                          | 55          | —           | —           | —           | —           | —           | —               | Singler only                    |
| 1965                                                                                          | "I'm Yours"                                  | 11          | —           | —           | 1           | 2           | —           | Guld            | Singler only                    |
| 1965                                                                                          | "(It's a) Long Lonely Highway"               | 112         | —           | —           | —           | —           | —           | —               | Kissin' Cousins                 |
| 1965                                                                                          | "Puppet on a String"                         | 14          | —           | —           | 3           | 3           | —           | Guld            | Girl Happy                      |
| 1965                                                                                          | "Wooden Heart"                               | 107         | —           | —           | —           | —           | —           | —               | Singler only                    |
| 1965                                                                                          | "Santa Claus Is Back in Town"                | —           | —           | —           | —           | —           | —           | —               | Singler only                    |
| 1965                                                                                          | "Blue Christmas" (re-release)                | —           | —           | —           | —           | —           | —           | —               | Singler only                    |
| 1966                                                                                          | "Tell Me Why"                                | 33          | —           | —           | —           | 6           | —           | Guld            | Singler only                    |
| 1966                                                                                          | "Blue River"                                 | 95          | —           | —           | —           | —           | —           | —               | Singler only                    |
| 1966                                                                                          | "Joshua Fit the Battle"                      | —           | —           | —           | —           | —           | —           | —               | Singler only                    |
| 1966                                                                                          | "Known Only to Him"                          | —           | —           | —           | —           | —           | —           | —               | Singler only                    |
| 1966                                                                                          | "Milky White Way"                            | —           | —           | —           | —           | —           | —           | —               | Singler only                    |
| 1966                                                                                          | "Swing Down Sweet Chariot"                   | —           | —           | —           | —           | —           | —           | —               | Singler only                    |
| 1966                                                                                          | "Frankie and Johnny"                         | 25          | —           | —           | 3           | 14          | —           | Guld            | Frankie and Johnny              |
| 1966                                                                                          | "Please Don't Stop Loving Me"                | 45          | —           | —           | —           | —           | —           | —               | Frankie and Johnny              |
| 1966                                                                                          | "Love Letters"                               | 19          | —           | —           | 38          | 29          | —           | —               | Singler only                    |
| 1966                                                                                          | "Come What May"                              | 109         | —           | —           | —           | —           | —           | —               | Singler only                    |
| 1966                                                                                          | "Spinout"                                    | 40          | —           | —           | —           | 27          | —           | —               | Spinout                         |
| 1966                                                                                          | "All That I Am"                              | 41          | —           | —           | 9           | —           | —           | —               | Singler only                    |
| 1966                                                                                          | "If Every Day Was Like Christmas"            | —           | —           | —           | —           | —           | —           | —               | Singler only                    |
| 1967                                                                                          | "How Would You Like to Be"                   | —           | —           | —           | —           | —           | —           | —               | Singler only                    |
| 1967                                                                                          | "Indescribably Blue"                         | 33          | —           | —           | —           | —           | —           | —               | Singler only                    |
| 1967                                                                                          | "Fools Fall in Love"                         | 102         | —           | —           | —           | —           | —           | —               | Singler only                    |
| 1967                                                                                          | "Long Legged Girl (with the Short Dress On)" | 63          | —           | —           | —           | —           | —           | —               | Double Trouble                  |
| 1967                                                                                          | "That's Someone You Never Forget"            | 92          | —           | —           | —           | —           | —           | —               | Singler only                    |
| 1967                                                                                          | "There's Always Me"                          | 56          | —           | —           | —           | —           | —           | —               | Singler only                    |
| 1967                                                                                          | "Judy"                                       | 78          | —           | —           | —           | —           | —           | —               | Singler only                    |
| 1967                                                                                          | "Big Boss Man"                               | 38          | —           | —           | —           | —           | —           | —               | Clambake                        |
| 1968                                                                                          | "You Don't Know Me"                          | 44          | —           | —           | 34          | —           | —           | —               | Clambake                        |
| 1968                                                                                          | "Guitar Man"                                 | 43          | —           | —           | —           | —           | —           | —               | Clambake                        |
| 1968                                                                                          | "Hi-Heel Sneakers"                           | —           | —           | —           | —           | —           | —           | —               | Singler only                    |
| 1968                                                                                          | "U.S. Male"                                  | 28          | 55          | —           | —           | 10          | —           | —               | Singler only                    |
| 1968                                                                                          | "Stay Away"                                  | 67          | —           | —           | —           | —           | —           | —               | Singler only                    |
| 1968                                                                                          | "You'll Never Walk Alone"                    | 90          | —           | —           | —           | 55          | —           | —               | Singler only                    |
| 1968                                                                                          | "We Call on Him"                             | 106         | —           | —           | —           | —           | —           | —               | Singler only                    |
| 1968                                                                                          | "Your Time Hasn't Come Yet Baby"             | 71          | 50          | —           | —           | —           | —           | —               | Speedway                        |
| 1968                                                                                          | "Let Yourself Go"                            | 72          | —           | —           | —           | 42          | —           | —               | Speedway                        |
| 1968                                                                                          | "A Little Less Conversation"                 | 69          | —           | —           | —           | 25          | —           | —               | Almost in Love                  |
| 1968                                                                                          | "Almost in Love"                             | 95          | —           | —           | —           | —           | —           | —               | Almost in Love                  |
| 1968                                                                                          | "If I Can Dream"                             | 12          | —           | —           | —           | 6           | —           | Guld            | Elvis (NBC-TV Special)          |
| 1969                                                                                          | "Edge of Reality"                            | 112         | —           | —           | —           | —           | —           | —               | Almost in Love                  |
| 1969                                                                                          | "Memories"                                   | 35          | 56          | —           | 7           | 15          | 7           | —               | Elvis (NBC-TV Special)          |
| 1969                                                                                          | "Charro"                                     | —           | —           | —           | —           | —           | —           | —               | Almost in Love                  |
| 1969                                                                                          | "His Hand in Mine"                           | —           | —           | —           | —           | —           | —           | —               | Singler only                    |
| 1969                                                                                          | "How Great Thou Art"                         | 101         | —           | —           | —           | —           | —           | —               | Singler only                    |
| 1969                                                                                          | "In The Ghetto"                              | 3           | 60          | —           | 8           | 2           | 8           | Platin          | From Elvis in Memphis           |
| 1969                                                                                          | "Any Day Now"                                | —           | —           | —           | —           | —           | —           | —               | From Elvis in Memphis           |
| 1969                                                                                          | "Clean Up Your Own Backyard"                 | 35          | 74          | —           | 37          | 23          | —           | Guld            | Almost in Love                  |
| 1969                                                                                          | "The Fair Is Moving On"                      | —           | —           | —           | —           | —           | —           | —               | single only                     |
| 1969                                                                                          | "Suspicious Minds"                           | 1           | —           | —           | 4           | 1           | 3           | Platin          | From Memphis to Vegas           |
| 1969                                                                                          | "You'll Think of Me"                         | —           | —           | —           | —           | —           | —           | —               | From Memphis to Vegas           |
| 1969                                                                                          | "Don't Cry Daddy"                            | 6           | 13          | —           | 3           | 4           | 3           | Platin          | single only                     |
| 1969                                                                                          | "Rubberneckin'"                              | flip        | —           | —           | —           | —           | —           | —               | Almost in Love                  |
| "—" viser udgivelser der ikke placerede sig, eller ikke kunne bekræftes at have placeret sig. |                                              |             |             |             |             |             |             |                 |                                 |

### 1970'erne
| År                                                                                            | Single                                | Placeringer | Placeringer | Placeringer | Placeringer | Placeringer | Placeringer | RIAA   | Album                                            |
| År                                                                                            | Single                                | US Hot      | US Country  | US AC       | CA          | CA Country  | CA AC       | RIAA   | Album                                            |
| --------------------------------------------------------------------------------------------- | ------------------------------------- | ----------- | ----------- | ----------- | ----------- | ----------- | ----------- | ------ | ------------------------------------------------ |
| 1970                                                                                          | "Kentucky Rain"                       | 16          | 31          | 3           | 10          | 1           | 4           | Guld   | single only                                      |
| 1970                                                                                          | "My Little Friend"                    | —           | —           | —           | —           | —           | —           | —      | Almost in Love                                   |
| 1970                                                                                          | "The Wonder of You"                   | 9           | 37          | 1           | 7           | 17          | —           | Guld   | On Stage: February 1970                          |
| 1970                                                                                          | "Mama Liked the Roses"                | flip        | —           | —           | —           | —           | —           | —      | Elvis' Christmas Album                           |
| 1970                                                                                          | "I've Lost You"                       | 32          | 57          | 5           | 10          | —           | —           | Guld   | That's the Way It Is                             |
| 1970                                                                                          | "The Next Step Is Love"               | flip        | flip        | flip        | —           | —           | —           | —      | That's the Way It Is                             |
| 1970                                                                                          | "You Don't Have to Say You Love Me"   | 11          | 56          | 1           | 10          | —           | —           | Guld   | That's the Way It Is                             |
| 1970                                                                                          | "Patch It Up"                         | flip        | —           | —           | —           | —           | —           | —      | That's the Way It Is                             |
| 1970                                                                                          | "I Really Don't Want to Know"         | 21          | 23          | 2           | 9           | —           | 7           | Guld   | Elvis Country (I'm 10,000 Years Old)             |
| 1970                                                                                          | "There Goes My Everything"            | flip        | 9           | flip        | —           | —           | —           | —      | Elvis Country (I'm 10,000 Years Old)             |
| 1971                                                                                          | "Where Did They Go, Lord"             | flip        | 55          | 18          | 21          | —           | —           | —      | Singler only                                     |
| 1971                                                                                          | "Rags to Riches"                      | 33          | —           | —           | —           | —           | —           | —      | Singler only                                     |
| 1971                                                                                          | "Life"                                | 53          | 34          | 8           | 41          | —           | —           | —      | Love Letters from Elvis                          |
| 1971                                                                                          | "Only Believe"                        | flip        | —           | —           | —           | —           | —           | —      | Love Letters from Elvis                          |
| 1971                                                                                          | "I'm Leavin'"                         | 36          | —           | 2           | 33          | —           | 33          | —      | single only                                      |
| 1971                                                                                          | "Heart of Rome"                       | —           | —           | —           | —           | —           | —           | —      | Love Letters from Elvis                          |
| 1971                                                                                          | "It's Only Love"                      | 51          | —           | 19          | 46          | —           | —           | —      | Singler only                                     |
| 1971                                                                                          | "The Sound of Your Cry"               | —           | —           | flip        | —           | —           | —           | —      | Singler only                                     |
| 1971                                                                                          | "Merry Christmas Baby"                | —           | —           | —           | —           | —           | —           | —      | Elvis Sings the Wonderful World of Christmas     |
| 1971                                                                                          | "O Come, All Ye Faithful"             | —           | —           | —           | —           | —           | —           |        | Elvis Sings the Wonderful World of Christmas     |
| 1972                                                                                          | "Until It's Time for You to Go"       | 40          | 68          | 9           | 37          | —           | —           | —      | Elvis Now                                        |
| 1972                                                                                          | "We Can Make the Morning"             | —           | —           | flip        | —           | —           | —           | —      | Elvis Now                                        |
| 1972                                                                                          | "He Touched Me"                       | —           | —           | —           | —           | —           | —           | —      | He Touched Me                                    |
| 1972                                                                                          | "Bosom of Abraham"                    | —           | —           | —           | —           | —           | —           | —      | He Touched Me                                    |
| 1972                                                                                          | "An American Trilogy"                 | 66          | —           | 31          | —           | —           | —           | —      | Elvis: As Recorded at Madison Square Garden      |
| 1972                                                                                          | "The First Time Ever I Saw Your Face" | —           | —           | —           | —           | —           | —           | —      | single only                                      |
| 1972                                                                                          | "Burning Love"                        | 2           | —           | flip        | 2           | 37          | —           | Platin | Burning Love and Hits from His Movies, Volume 2  |
| 1972                                                                                          | "It's a Matter of Time"               | —           | 36          | 9           | —           | 64          | —           | —      | Burning Love and Hits from His Movies, Volume 2  |
| 1972                                                                                          | "Separate Ways"                       | 20          | flip        | 3           | 27          | —           | —           | Guld   | Separate Ways                                    |
| 1972                                                                                          | "Always on My Mind"                   | —           | 16          | —           | —           | 4           | —           | —      | Separate Ways                                    |
| 1973                                                                                          | "Steamroller Blues"                   | 17          | flip        | —           | 15          | —           | —           | —      | Aloha from Hawaii: Via Satellite                 |
| 1973                                                                                          | "Fool"                                | flip        | 31          | 12          | —           | 20          | 19          | —      | Elvis ("Fool" album)                             |
| 1973                                                                                          | "Raised on Rock"                      | 41          | —           | 27          | 55          | —           | 60          | —      | Raised on Rock/For Ol' Times Sake                |
| 1973                                                                                          | "For Ol' Times Sake"                  | flip        | 42          | —           | —           | —           | —           | —      | Raised on Rock/For Ol' Times Sake                |
| 1974                                                                                          | "I've Got a Thing About You Baby"     | 39          | 4           | flip        | 27          | 96          | 7           | —      | Good Times                                       |
| 1974                                                                                          | "Take Good Care of Her"               | flip        | flip        | 27          | —           | —           | —           | —      | Good Times                                       |
| 1974                                                                                          | "If You Talk in Your Sleep"           | 17          | flip        | 6           | 19          | —           | —           | —      | Promised Land                                    |
| 1974                                                                                          | "Help Me"                             | —           | 6           | —           | —           | 4           | —           | —      | Promised Land                                    |
| 1974                                                                                          | "Promised Land"                       | 14          | flip        | flip        | 19          | —           | —           | —      | Promised Land                                    |
| 1974                                                                                          | "It's Midnight"                       | —           | 9           | 8           | —           | 6           | 10          | —      | Promised Land                                    |
| 1975                                                                                          | "My Boy"                              | 20          | 14          | 1           | 21          | 27          | 1           | —      | Good Times                                       |
| 1975                                                                                          | "Thinking About You"                  | —           | —           | —           | —           | —           | —           | —      | Promised Land                                    |
| 1975                                                                                          | "T-R-O-U-B-L-E"                       | 35          | 11          | 42          | 26          | 26          | 49          | —      | Today                                            |
| 1975                                                                                          | "Mr. Songman"                         | —           | —           | —           | —           | —           | —           | —      | Promised Land                                    |
| 1975                                                                                          | "Bringing It Back"                    | 65          | —           | —           | 91          | —           | —           | —      | Today                                            |
| 1975                                                                                          | "Pieces of My Life"                   | —           | 33          | —           | —           | —           | —           | —      | Today                                            |
| 1976                                                                                          | "Hurt"                                | 28          | 6           | 7           | 45          | —           | 11          | —      | From Elvis Presley Boulevard, Memphis, Tennessee |
| 1976                                                                                          | "For the Heart"                       | flip        | 45          | —           | —           | —           | —           | —      | From Elvis Presley Boulevard, Memphis, Tennessee |
| 1976                                                                                          | "Moody Blue"                          | 31          | 1           | 2           | 57          | 3           | 2           | —      | Moody Blue                                       |
| 1976                                                                                          | "She Thinks I Still Care"             | flip        | flip        | —           | —           | —           | —           | —      | Moody Blue                                       |
| 1977                                                                                          | "Way Down"                            | 18          | 1           | 14          | 15          | 1           | 23          | Platin | Moody Blue                                       |
| 1977                                                                                          | "Pledging My Love"                    | —           | flip        | —           | —           | —           | —           | —      | Moody Blue                                       |
| 1977                                                                                          | "My Way"                              | 22          | 2           | 6           | 32          | 1           | 1           | Guld   | Elvis in Concert                                 |
| 1977                                                                                          | "America the Beautiful"               | flip        | —           | —           | —           | —           | —           | —      | single only                                      |
| 1978                                                                                          | "Unchained Melody"                    | —           | 6           | —           | —           | 6           | —           | —      | Moody Blue                                       |
| 1978                                                                                          | "Softly as I Leave You"               | 109         | flip        | —           | —           | —           | —           | —      | single only                                      |
| "—" viser udgivelser der ikke placerede sig, eller ikke kunne bekræftes at have placeret sig. |                                       |             |             |             |             |             |             |        |                                                  |

### Posthume singler
| År                                                                                            | Single                                                | Placeringer | Placeringer | Placeringer | Placeringer | Placeringer | RIAA | Album                                     |
| År                                                                                            | Single                                                | US Hot      | US Country  | US AC       | CA          | CA Country  | RIAA | Album                                     |
| --------------------------------------------------------------------------------------------- | ----------------------------------------------------- | ----------- | ----------- | ----------- | ----------- | ----------- | ---- | ----------------------------------------- |
| 1978                                                                                          | "Puppet on a String"                                  | —           | 78          | —           | —           | —           | —    | Elvis Sings for Children and Grownups Too |
| 1978                                                                                          | "Teddy Bear" (re-release)                             | 105         | flip        | —           | —           | —           | —    | Elvis Sings for Children and Grownups Too |
| 1979                                                                                          | "Are You Sincere"                                     | —           | 10          | —           | —           | 4           | —    | Our Memories of Elvis                     |
| 1979                                                                                          | "Solitaire"                                           | —           | flip        | —           | —           | —           | —    | Our Memories of Elvis                     |
| 1979                                                                                          | "There's a Honky Tonk Angel (Who'll Take Me Back In)" | —           | 6           | —           | —           | 3           | —    | Our Memories of Elvis Volume 2            |
| 1979                                                                                          | "I Got a Feelin' in My Body"                          | —           | flip        | —           | —           | —           | —    | Our Memories of Elvis Volume 2            |
| 1981                                                                                          | "Guitar Man"                                          | 28          | 1           | 16          | —           | 1           | —    | Guitar Man                                |
| 1981                                                                                          | "Loving Arms"                                         | —           | 8           | —           | —           | 10          | —    | Guitar Man                                |
| 1981                                                                                          | "You Asked Me To"                                     | —           | flip        | —           | —           | —           | —    | Guitar Man                                |
| 1982                                                                                          | "You'll Never Walk Alone"                             | —           | 73          | —           | —           | —           | —    | Greatest Hits Volume 1                    |
| 1982                                                                                          | "There Goes My Everything" (re-release)               | —           | flip        | —           | —           | —           | —    | Greatest Hits Volume 1                    |
| 1982                                                                                          | "The Elvis Medley"                                    | 71          | 31          | 31          | 42          | 23          | —    | single only                               |
| 1983                                                                                          | "I Was the One" (re-release)                          | —           | 92          | —           | —           | —           | —    | I Was the One                             |
| 1983                                                                                          | "Wear My Ring Around Your Neck" (re-release)          | —           | flip        | —           | —           | —           | —    | I Was the One                             |
| 1996                                                                                          | "Heartbreak Hotel" (re-release)                       | —           | —           | —           | —           | —           | —    | Heartbreak Hotel (CD single)              |
| 1998                                                                                          | "Blue Christmas" (re-release)                         | —           | 55          | —           | —           | —           | —    | Blue Christmas                            |
| 2002                                                                                          | "A Little Less Conversation" (JXL remix)              | 50          | —           | 26          | —           | —           | Guld | ELV1S: 30 #1 Hits                         |
| 2003                                                                                          | "Rubberneckin'" (remix)                               | 94          | —           | —           | —           | —           | —    | ELV1S: 2nd to None                        |
| 2008                                                                                          | "I'll Be Home for Christmas" (with Carrie Underwood)  | —           | 54          | 14          | —           | —           | —    | Christmas Duets                           |
| 2008                                                                                          | "Blue Christmas" (with Martina McBride)               | —           | 36          | 22          | —           | —           | —    | Christmas Duets                           |
| "—" viser udgivelser der ikke placerede sig, eller ikke kunne bekræftes at have placeret sig. |                                                       |             |             |             |             |             |      |                                           |

## Eksterne links
- Elvis The Music Arkiveret 10. december 2020 hos  Wayback Machine official music label site
- ElvisRecords.us Arkiveret 1. august 2015 hos  Wayback Machine The Elvis Presley Record Research Database